# Glogster
O Glogster é uma rede social que permite aos utilizadores a criação de cartazes interactivos gratuitos ou glogs. O glog, abreviatura de blog gráfico, é uma imagem multimédia interactiva. Parece um póster, mas os leitores podem interagir com o seu conteúdo. O Glogster foi fundado em 2007. Actualmente, esta rede social conta com centenas de milhares de utilizadores registados. Grande parte da comunidade Glogster é composta por jovens.
O Glogster fornece um ambiente para criar pósteres interactivos. O utilizador insere texto, imagens, fotografias, áudio (MP3), vídeos, efeitos especiais e outros elementos nos seus glogs para gerar uma ferramenta multimédia online. O Glogster baseia-se em elementos Flash.  Os pósteres podem ser partilhados com outras pessoas. Os glogs também podem ser exportados e guardados em formatos compatíveis com o computador. Todo o visitante pode integrar recursos multissensoriais dinâmicos em ambientes tradicionais de texto.
Uma parte do Glogster, o projecto de educação Glogster EDU, foi lançada para ser usada em ambiente educativo. O Glogster Educativo permite que alunos e professores a utilização de glogs como ferramentas educativas. Os utilizadores têm a opção de escolher a liberdade de se expressar livremente com o Glogster ou Glogster EDU sob a supervisão do professor.

## Glogster EDU
A crescente popularidade do Glogster ajudou a originar o Glogster EDU para ajudar os professores a fornecer experiências educativas dinâmicas e interactivas. O projecto EDU Glogster destina-se primordiamente a alunos e professores das escolas primárias e secundárias.
Os professores registam com toda a privacidade os seus alunos e podem criar uma aula virtual segura com cerca de duzentos alunos. Os glogs educativos são privados, sendo disponibilizados a terceiros à discrição do professor. O Glogster EDU é uma espécie de sistema de gestão da aprendizagem. Os professores podem criar com os alunos projectos que se estendem a outras escolas. Para além disso, os Glogs podem desenvolvidos em várias categorias, tais como, por exemplo, a matemática ou física. Durante a aula, os professores respondem e avaliam os trabalhos dos alunos. A plataforma é segura, pois só pode aceder a ela um professor que possa assim supervisionar globalmente as actividades dos alunos e determinar qual o Glog que é tornado público, criando, dessa maneira, uma enciclopédia digital online de conteúdo educativo.
O Glogster EDU surge em duas versões: EDU Básico, que é gratuito, e o EDU Premium, que é pago. A diferença principal está no número de alunos, gestão de alunos, projectos, aula e material partilhado entre alunos por todas a escolas e em várias outras funções, tais como,  desenhar no Glog, a possibilidade de fazer o upload de dados para o Glog ou a possibilidade de utilizar as galerias multimédia especiais do Glogster EDU Premium.
O Glogster EDU está presentemente a ser usado por mais de 150 000 professores com mais de dois milhões de alunos em todo o mundo. Num futuro próximo, a equipa de desenvolvimento do EDU Glogster conceberá e lançará uma versão melhorada do Glogster EDU 2.0, que deverá ir ainda mais ao encontro da missão básica deste site: educar os jovens e prepará-los para aproveitar os benefícios da Internet e aplicações multimédia.

## Cooperação com serviços educativos
Em Junho de 2009, o Glogster EDU anunciou uma parceria cooperativa com o SchoolTube, um dos portais mundialmente mais importantes no que concerne aos media educativos. Esta parceria permite aos alunos e professores que usam o Glogster EDU partilhar os seus glogs no popular servidor School Tube e importar multimédia do SchoolTube para os seus glogs.
Desde Maio de 2009 o Glogster EDU também colabora com a DetentionSlip.org, uma empresa de multimédia online que se dedica a notícias relacionadas com a educação pública.

## Lista de parcerias do Gloster e Glogster EDU e o objectivo da cooperação
- Edmodo (desde 2010) – O Glogster incorpora Glogs nos seus serviços.
- Wikispaces (desde 2010) – O Glogster incorpora Glogs nos seus serviços.
- TeacherTube (desde 2010) – O Glogster EDU possui um perfil no Teacher Tube. Listam o Glogster entre outros serviços de tipo semelhante.
- TinyPic (desde 2009) – opção de fazer o logon no serviço e inserir imagens durante a criação de glogs.

## Prémios
O projecto Glogster.com foi seleccionado o quarto projecto de iniciação à Internet mais bem-sucedido em 2008 na feira comercial Web Expo de Praga.Web Expo trade fair.

## Financiamento
O projecto Glogster é financiado especialmente por fontes privadas. O Glogster coopera ocasionalmente com marcas bem conhecidas em concursos para os utilizadores. 